# Complesso di Santa Maria delle Grazie
Il complesso di Santa Maria delle Grazie e sant'Alessio (chiesa e convento) sorge in prossimità del centro storico di Giugliano, nella città metropolitana di Napoli. Da non confondere con la chiesa nota come Madonna delle Grazie, in realtà chiesa di San Giovanni a Campo, posta ai margini sudorientali del centro. 
Per questo il complesso è più semplicemente noto come convento francescano.

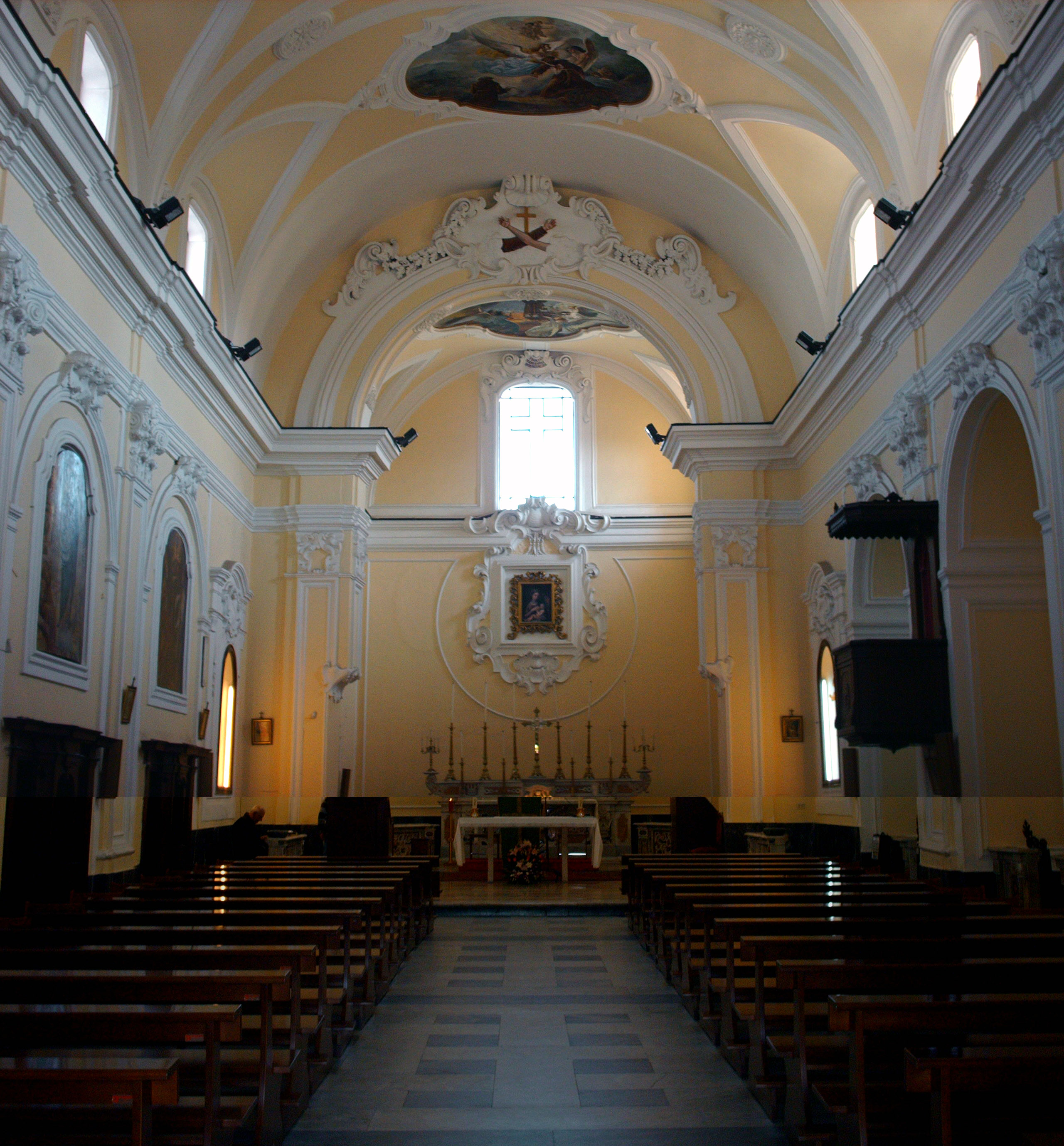
Interno

## Storia
Fu edificato ai primi del XVII secolo per ospitare i frati francescani della città sui terreni del duca Galeazzo Francesco Pinelli, signore di Giugliano, al posto della preesistente chiesa di Sant'Alessio.
Sottratto all'ordine religioso nel XIX secolo, fu riacquistato dai frati nel 1901 che provvidero a restaurare alcune parti del complesso in degrado.

## Il convento
Il convento, dall'aspetto compatto e dalle mura massicce, si presenta con le strutture antiche del chiostro e di alcuni interni: tuttavia sono evidenti gli esiti dei restauri novecenteschi per il recupero della struttura (si osservi il fronte che dà sulla strada, ad esempio).
Le gallerie del chiostro furono affrescate alla metà del Seicento (ne rimane uno) con le rappresentazioni di 25 Santi; un altro affresco (rimaneggiato) raffigura i Santi patroni che intercedono con Cristo per la protezione di Giugliano dalla peste: mostra una interessante veduta della città (la più antica che si conosca) ripresa dall'alto del convento, con la rappresentazione dello stemma della città con il cartiglio "CVMANA POSTERITAS".

## La chiesa

### Esterno
La facciata della chiesa propone un modello alquanto diffuso dell'architettura napoletana del XVIII secolo (si presume, quindi, che sia stata terminata in quell'epoca): impostata su uno schema pressoché quadrato (in larghezza misura quasi quanto in altezza), è divisa da lesene che portano un grande timpano semicircolare, con portale centrale e finestrone in asse con un fastigio, in alto, di pinnacoli; a sinistra il piccolo campanile rococò cuspidato.

### Interno
A navata unica, con cappelle e presbiterio rettangolare in pianta, è decorato da stucchi settecenteschi.
Presenta cappelle solo sul lato destro, in ognuna, un altare in marmi policromi.
Alla parete opposta, in corrispondenza, dipinti che vanno dal XVII al XVIII secolo.
La volta a botte unghiata incornicia dipinti di scuola locale; sull'altare e in controfacciata affrontati, infine, due piccole pregevoli tele settecentesche.